# Coeloneurum
Genre
Classification APG III (2009)
Coeloneurum est un genre de plantes de la famille des Goetzeaceae selon la classification de Cronquist, ou de la famille des Solanaceae selon la classification APG III. 

## Liste d'espèces
Selon NCBI (2 mars 2012) :
- Coeloneurum ferrugineum